# Бабич Олексій Овсійович
Олексій Євсійович Бабич (1865 —?) — селянський депутат Державної думи І скликання від Чернігівської губернії.

## Біографія
Православний українець, селянин Сосницького повіту Чернігівської губернії. Закінчив міністерське двокласне училище (земську школу). Служив два роки переписувачем у монополії (волосним писарем), пізніше працював на казенному винному складі. Протягом 1905 р. влаштовував мітинги, громадські збори. У грудні того ж року був арештований за підозрою у приналежності до Всеросійського Селянського союзу, але незабаром був звільнений через відсутність доказів. Мав власне господарство (7 десятин).
Стан Росії під час революційного підйому характеризував фразою: "Як зуби болять, так треба їх видерти зразу — ліки не допоможуть"  .
15 квітня 1906 р. обраний до Першої Державної Думи від загального складу виборщиків Чернігівських губернських виборчих зборів. Входив до Трудової групи. Виступив із аграрного питання. 10 липня 1906 року у м. Виборзі підписав «Виборзьку відозву».

22 липня 1906 року повернувся на батьківщину у с.Макошине, де його зустрів загін у 30 козаків. Начальник загону висунув колишньому депутату претензії, чому він не з'явився до нього і не повідомив про приїзд і чому він сидить, коли з ним розмовляє начальство. Від нього зажадали, щоб він приходив у станову квартиру за 15 верст спочатку 2 рази на тиждень, з травня 1907 року один раз. Своє матеріальне становище Бабич характеризував: "Потребую у всьому, як людина розорена".
За підписання "Виборзького звернення" засуджено за ст. 129, ч. 1, п. п. 51 і 3 Кримінального Уложення, засуджений до 3-місячного ув'язнення та позбавлення виборчих прав.
Подальша доля невідома.